# Diệp Thi Văn
Diệp Thi Văn (giản thể: 叶诗文; phồn thể: 葉詩文; bính âm: Yè Shīwén; sinh 1 tháng 3 năm 1996 tại Hàng Châu, Chiết Giang) là một vận động viên bơi lội Trung Quốc. Tại Thế vận hội Mùa hè 2012, ở nội dung 400 m hỗn hợp cá nhân, chị giành huy chương vàng và phá kỷ lục thế giới ở lượt bơi chung kết với thành tích 4 phút 28 giây 43. Ở nội dung 200 m hỗn hợp cá nhân, chị cũng giành huy chương vàng và phá kỷ lục Olympic hai lần ở lượt bơi bán kết và chung kết.

## Những danh hiệu chính
- Giải quốc gia Trung Quốc 2010 –  Huy chương vàng (HCV) 200 m hỗn hợp cá nhân
- Giải thể thao dưới nước Trung Quốc 2010 –  HCV 200 m hỗn hợp cá nhân;  Huy chương đồng 400 m hỗn hợp cá nhân
- Cúp bơi lội thế giới 2010 (vòng đấu Bắc Kinh) –  HCV 200 m hỗn hợp cá nhân;  HCV 400 m hỗn hợp cá nhân;  HCV 100 m tự do
- Á vận hội 2010 –  HCV 200 m hỗn hợp cá nhân;  HCV 400 m hỗn hợp cá nhân
- Giải vô địch bơi lội thế giới 2010 (25 m) –  Huy chương bạc (HCB) 200 m hỗn hợp cá nhân;  HCB 400 m hỗn hợp cá nhân
- Giải quốc gia Trung Quốc 2011 –  HCV 200 m hỗn hợp cá nhân;  HCV 4×200 m tiếp sức tự do
- Giải vô địch môn thể thao dưới nước thế giới 2011 –  HCV 200 m hỗn hợp cá nhân
- Thế vận hội Mùa hè 2012 -  HCV 400 m hỗn hợp cá nhân,  HCV 200 m hỗn hợp cá nhân

## Chuyện bên lề
Diệp Thi Văn được coi là có khuôn mặt giống diễn viên Trịnh Bội Bội thời còn trẻ .